# Maidstone (Australië)
Maidstone is een voorstad van Melbourne, Victoria, Australië. Zijn Local Government Area is Maribyrnong City.

## Geschiedenis
Maidstone is genoemd naar de stad Maidstone in Kent, Engeland. 

## Attracties
- Highpoint Shopping Centre (sinds 1975)
- Maribyrnong River
- Maribyrnong River Trail
- Maribyrnong Aquatic Centre (sinds 2006)
- Medway Golfclub

Die liggen allemaal in Maidstone maar worden nu vaak als een deel van de voorstad van Maribyrnong beschouwd, aangezien het gebied dat traditioneel als Maribyrnong wordt bekend een groot gebied van Maidstone omvat.

## Onderwijs
- Maribyrnong College (sinds 1958)
- Footscray North Primary School (sinds 1922)

## Galerij

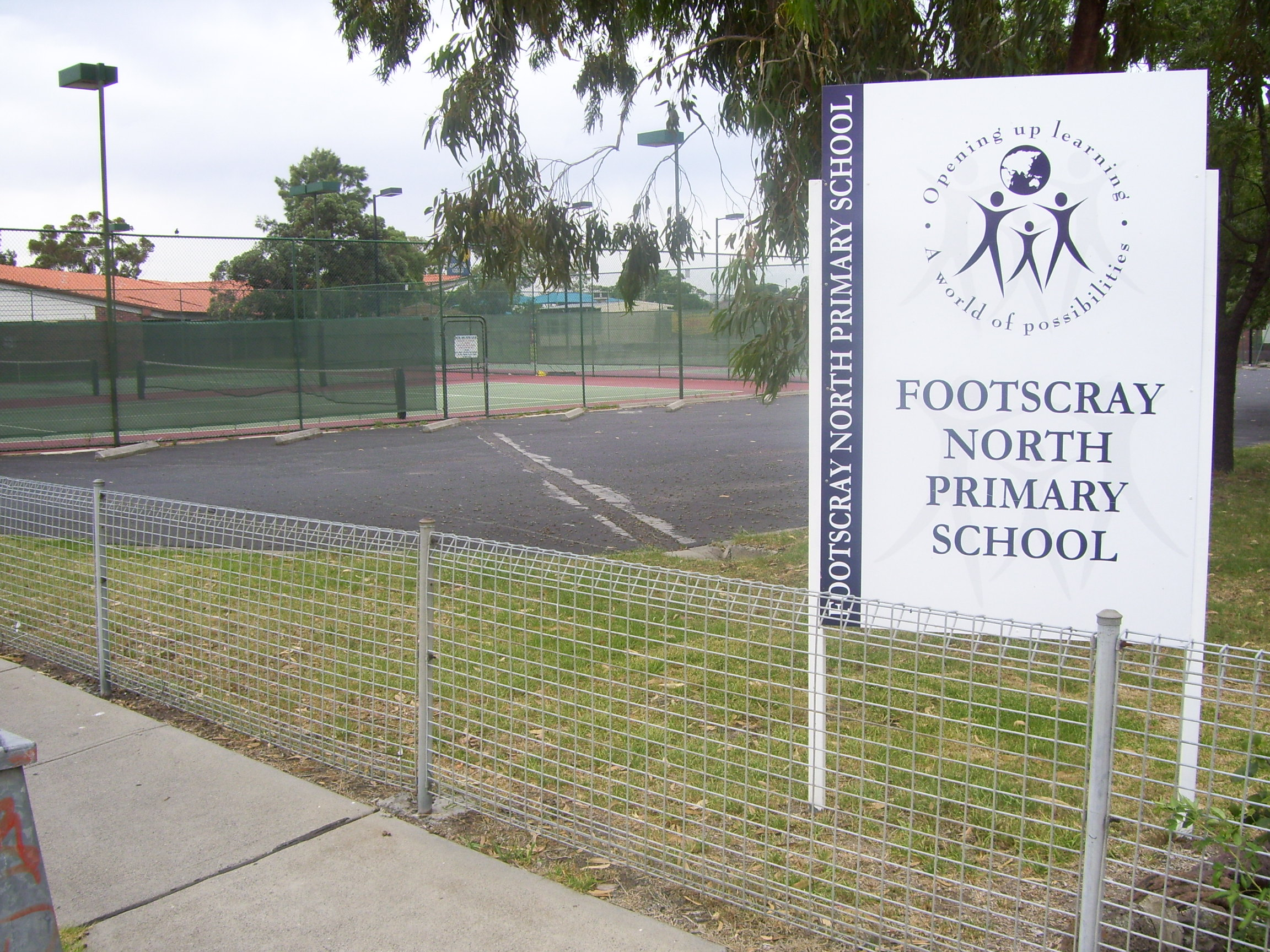
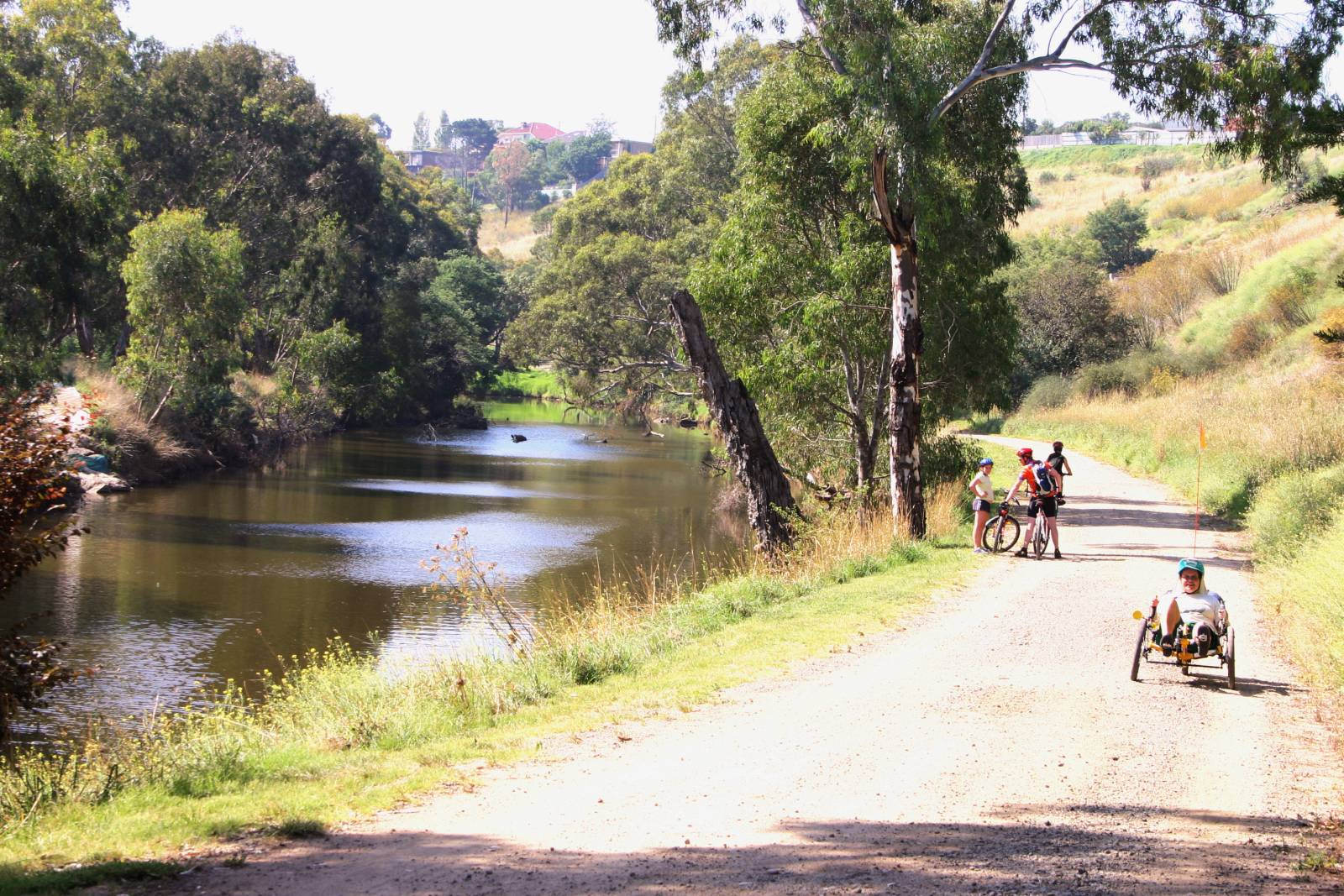